# Иваниха (бывший Каменниковский сельсовет, Юрьевецкий район)
Иваниха — деревня в Юрьевецком районе Ивановской области России. Входит в муниципальное образование Михайловское сельское поселение.
Расположена на левобережье реки Ёлнать (неподалёку, на правом берегу — деревня Корючиха), в 4 км к юго-западу от центра прежней Каменниковской сельской аднинистрации — деревни Ваньково и в 12 км к юго-западу от нынешнего административного центра сельского поселения — деревни Михайлово.

## История
Иваниха входила в Каменниковский сельсовет; в 1992 году сельсовет переименован в сельскую администрацию, С 25 февраля 2005 года в соответствии с Законом Ивановской области № 54-ОЗ деревня вошла во вновь образованное Михайловское сельское поселение.

## Население
| 2010 |
| ---- |
| 1    |